# Chirodropida
Chirodropida is een orde van kubuskwallen (Cubozoa).

## Kenmerken
Soorten van Chirodropida onderscheiden zich van andere kubuskwallen door de kleine zakjes die aan hun spijsvertering zijn bevestigd en door de vertakte spieraanhechtingen op de hoeken van hun vierkante lichaam, waarop meerdere tentakels bevestigd zijn. 

## Giftigheid
De steek is zeer giftig en bij sommige soorten in deze orde zelfs dodelijk, zoals bijvoorbeeld de steek van de Australische zeewesp (Chironex fleckeri).

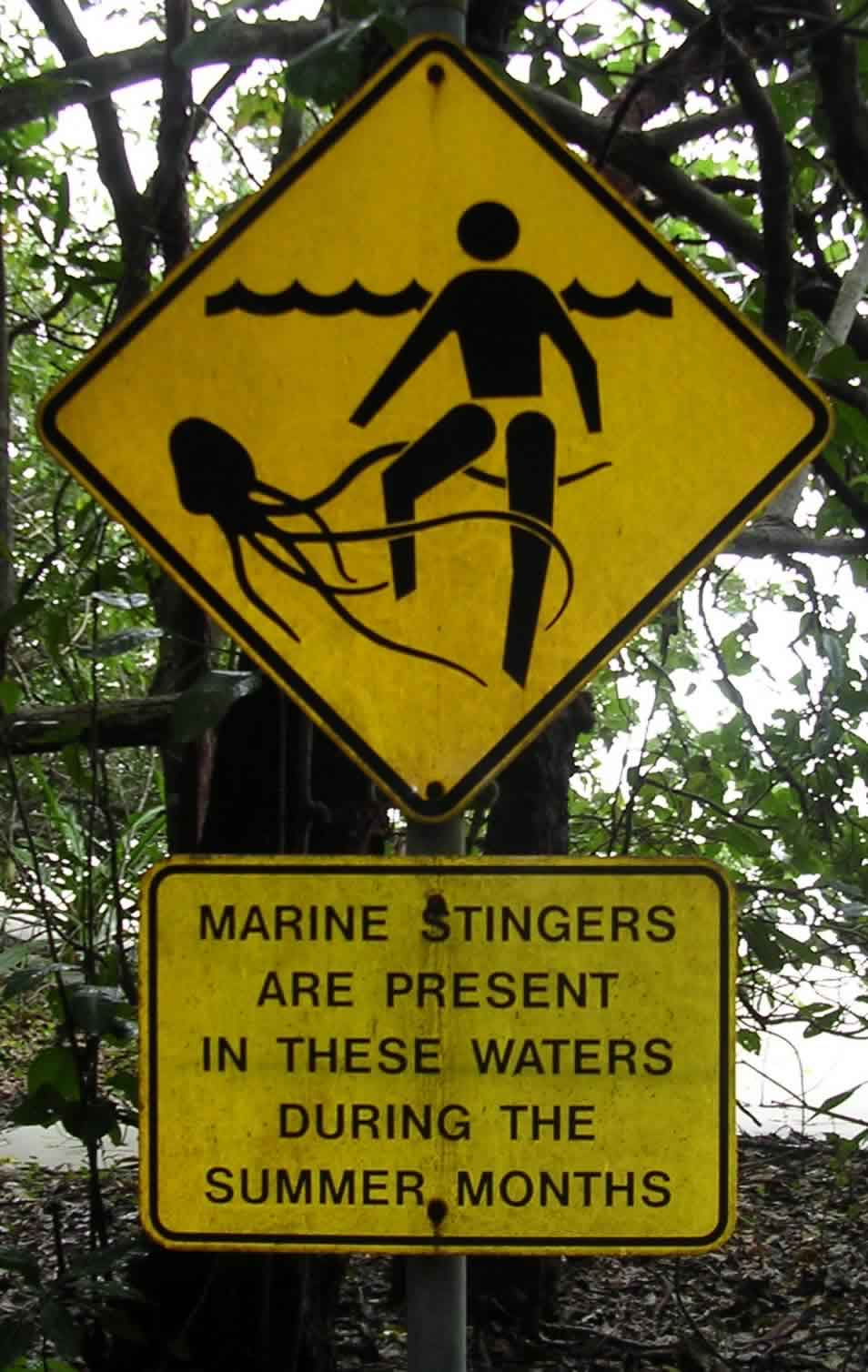
Op veel Australische stranden staan waarschuwingsborden voor Australische zeewespen en andere kubuskwallen.

## Families
- Chirodropidae Haeckel, 1880
- Chiropsalmidae Thiel, 1936
- Chiropsellidae Toshino, Miyake & Shibata, 2015